# Lengenrieden
Lengenrieden ist ein Stadtteil von Boxberg im Main-Tauber-Kreis im fränkisch und badisch geprägten Nordosten Baden-Württembergs.

## Geographie

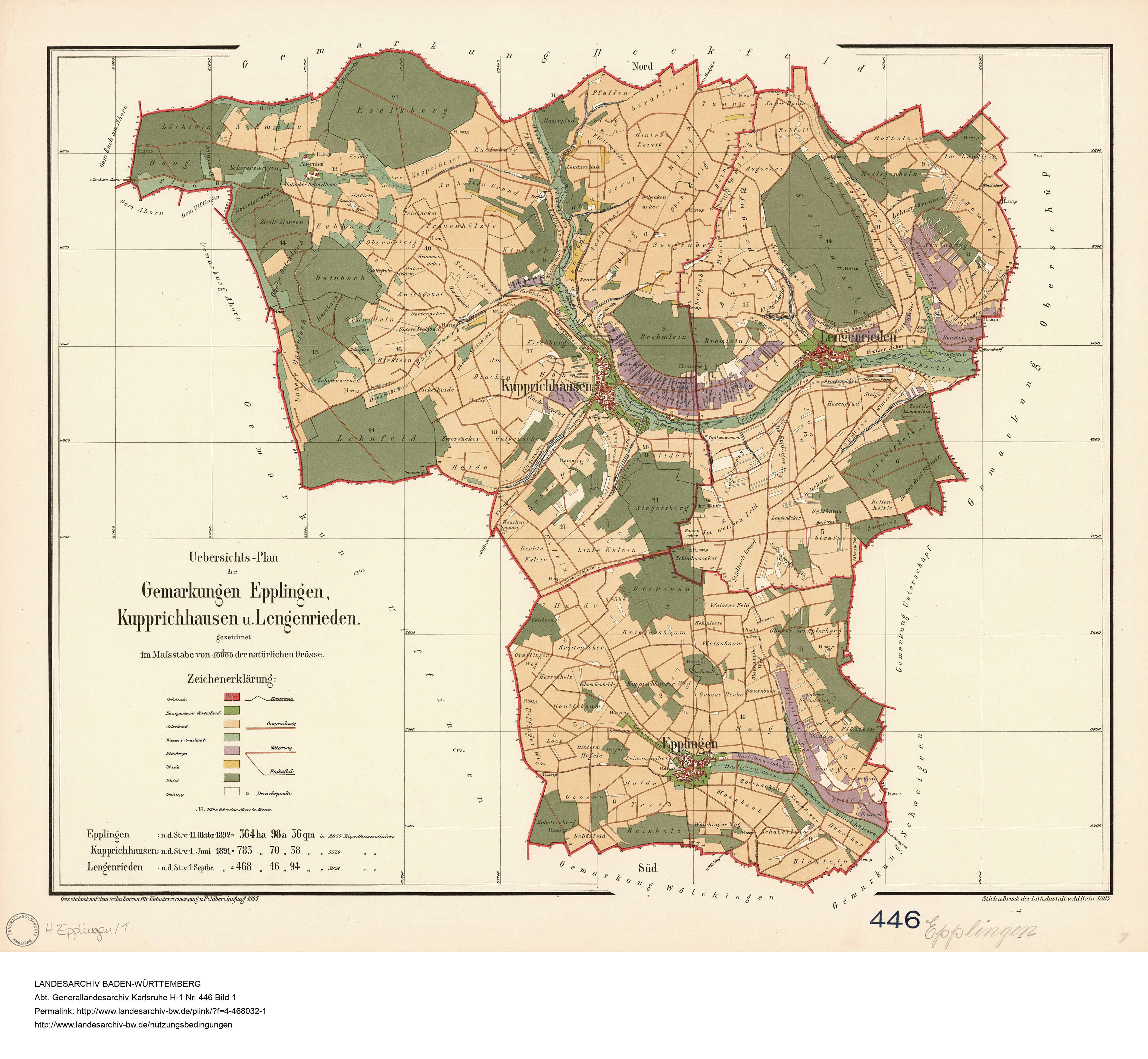
Die Gemarkung von Lengenrieden, um 1893, daneben die Gemarkungen von Epplingen und Kupprichhausen

Lengenrieden liegt als locker bebautes Haufendorf im mittleren Schüpfbachtal, einem Seitental der Umpfer. Zur Gemarkung der ehemaligen Gemeinde Lengenrieden gehört außer dem Dorf Lengenrieden (⊙) kein weiterer Wohnplatz.

## Geschichte

### Mittelalter
Der Ort wurde im Jahre 1343 erstmals urkundlich als Lengenriet erwähnt. Dies deutet entweder auf ein langes Ried oder auf lange Rodungsstücke hin. Möglicherweise entstand der Ort erst als hochmittelalterliche Siedlung. Die Geschichte ist stets mit der von Kupprichhausen verbunden und der Ort war wie dieses seit dem Spätmittelalter Bestandteil der Herrschaft Schüpf, jedoch Würzburger und nicht Mainzer Lehen.

### Neuzeit
Am 1. Januar 1973 wurde Lengenrieden gemeinsam mit Angeltürn, Bobstadt, Epplingen, Schwabhausen, Uiffingen und Windischbuch in die Stadt Boxberg eingemeindet.

### Einwohnerentwicklung
Die Bevölkerung von Lengenrieden entwickelte sich wie folgt:
| Jahr | Gesamt |
| ---- | ------ |
| 1961 | 234    |
| 1970 | 218    |
| 2014 | 107    |

## Religion
Lengenrieden bildet zusammen mit Ober- und Unterschüpf die evangelische Kirchengemeinde Schüpfer Grund. Knapp ein Drittel der Einwohner von Lengenrieden gehören zur evangelischen Kirchengemeinde, zu der auch die Diasporagemeinde Kupprichhausen mit etwa 20 Gemeindemitgliedern zählt.

## Politik
Das Wappen von Lengenrieden zeigt: In von Rot und Silber geteiltem Schild ein sechsspeichiges Rad in verwechselten Farben.

## Kultur und Sehenswürdigkeiten

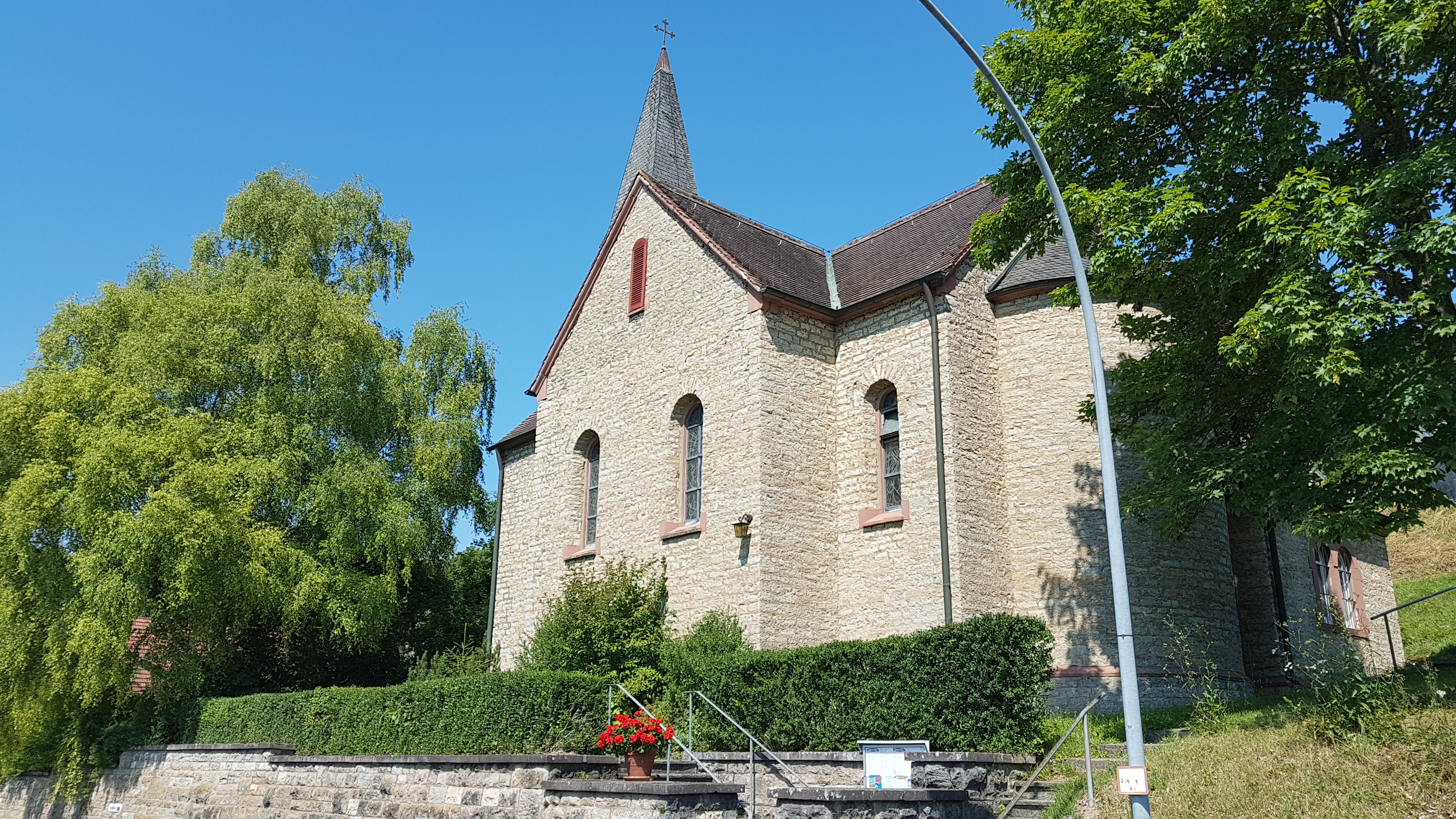
Katholische Herz-Jesu-Kirche Lengenrieden

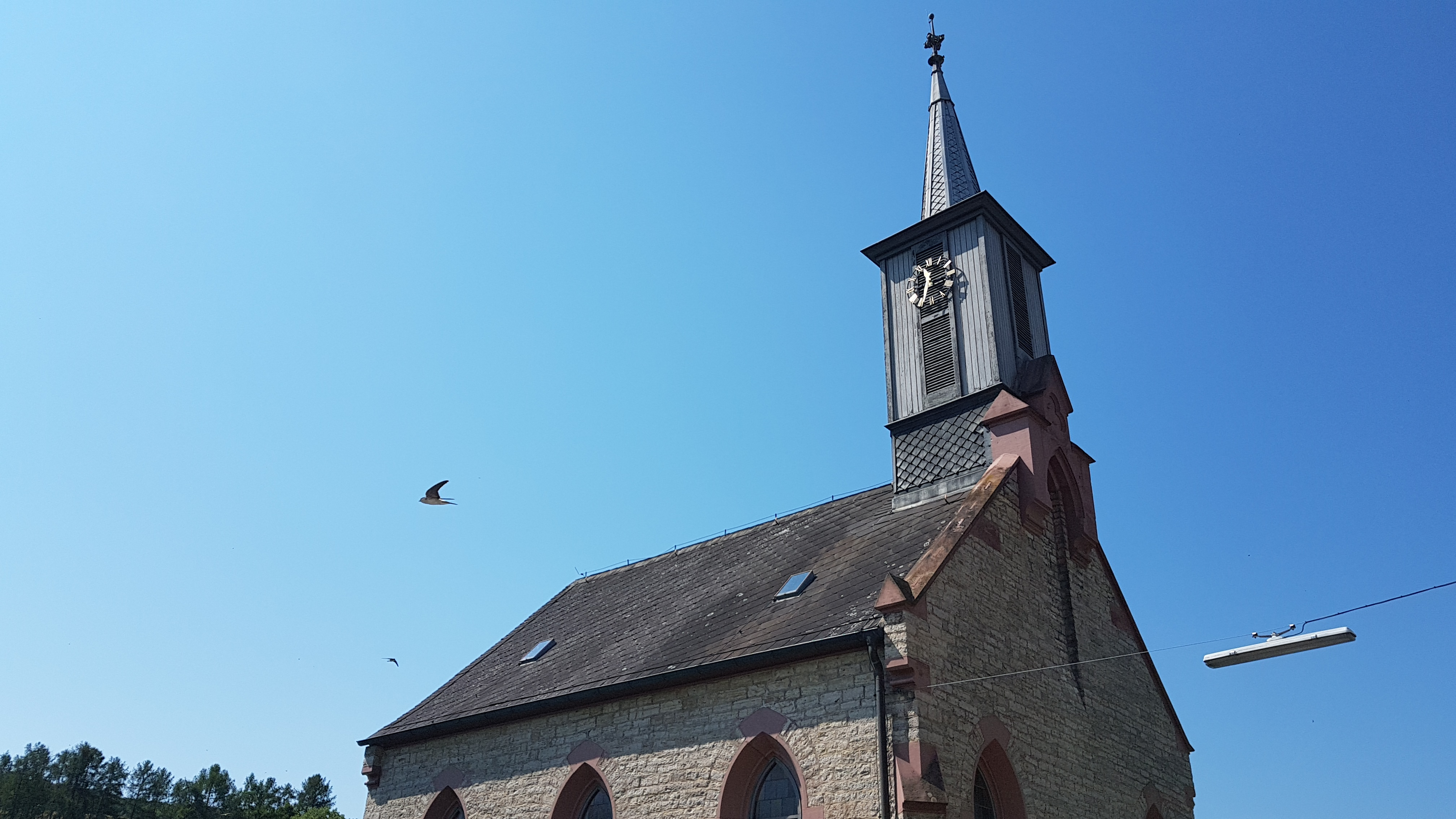
Evangelische Kirche Lengenrieden

### Kulturdenkmale
Unbewegliche Bau- und Kunstdenkmale des Ortes sind in der vom Regierungspräsidium Stuttgart herausgegebene Liste der Bau- und Kunstdenkmale aufgeführt. Eine Auskunft ist auf Anfrage bei der Unteren Denkmalschutzbehörde der Stadt Boxberg erhältlich.

### Herz-Jesu-Kirche
Die katholische Herz-Jesu-Kirche in Lengenrieden aus dem Jahre 1881 ist ein schlichter Massivbau mit Querschiff und Dachreiter.

### Evangelische Kirche
Die evangelische Kirche in Lengenrieden aus dem Jahre 1892 ist ein neugotischer Saalbau mit Dachreiter.

### Rad- und Wanderwege
Lengenrieden liegt am Schüpfbachtalradweg bzw. am Radweg Liebliches Taubertal – der Sportive.

## Wirtschaft und Infrastruktur

### Verkehr
Der Ort ist aus Osten und aus Südwesten jeweils über die L 579 zu erreichen, die entlang des Schüpfbachtals verläuft. Im Ortsbereich wird die L 579 als Lengenrieder Straße bezeichnet.

### Wohnen und Bauen
Eine Ortserweiterung fand 1973 im Osten statt.